# اچ‌ام‌اس پلیکان (۱۷۷۷)
اچ‌ام‌اس پلیکان (۱۷۷۷) (به انگلیسی: HMS Pelican (1777)) یک کشتی بود که طول آن ۱۱۴ فوت ۵ اینچ (۳۴٫۸۷ متر) بود. این کشتی در سال ۱۷۷۷ ساخته شد.